# Saoirse-Monica Jackson
Saoirse-Monica Jackson, född 24 november 1993 i Derry, Nordirland, är en brittisk skådespelare.
Jackson har bland annat medverkat i TV-serien Derry Girls (2018-2022). Hon har även medverkat i filmerna Coffee Wars och The Flash från 2023.

## Filmografi (i urval)
- 2018-2022: Derry Girls
- 2023: Coffee Wars
- 2023: The Flash
- 2024 – Upgraded
- 2024 – The Decameron (TV-serie)
- 2025 – Maffiablod (TV-serie)